# Asphyx
Asphyx – holenderska grupa muzyczna wykonująca death doom. Powstała w 1987 roku w Oldenzaal z inicjatywy Boba Bagchusa i Tonny'ego Brookhuisa. Do 2009 roku zespół wydał siedem albumów studyjnych oraz szereg pomniejszych wydawnictw.

## Historia
Zespół powstał w 1987 roku z inicjatywy Boba Bagchusa i Tonny'ego Brookhuisa. Wkrótce potem dołączył basista Joost z którym w składzie rok później zespół zarejestrował instrumentalne demo pt. Carnage Remains. W 1988 roku Joost odszedł z grupy, zastąpił go Christian „Chuck” Colli. W odnowionym składzie powstało demo pt. Enter the Domain. W marcu 1989 roku Colli został zastąpiony przez Theo Loomansa. Następnie ukazało się kolejne demo grupy pt. Crush the Cenotaph. Po nagraniach grupę opuścił Brookhuis. Na początku 1990 roku do zespołu dołączył wokalista Martin van Drunen, który odszedł z Pestilence. Następnie zespół podpisał kontrakt z wytwórnią muzyczną Century Media Records. Rok później ukazał się album The Rack. W ramach promocji grupa odbyła europejską trasę koncertową z towarzyszeniem Entombed. W 1992 roku grupa dała szereg koncertów wraz z Bolt Thrower i Benediction.
W październiku 1992 roku ukazał się drugi album formacji pt. Last One on Earth. Następnie z zespołu odszedł Van Drunen, którego zastąpił Ron van Pol. Rok później formację opuścił Bagchus, a zastąpił go Sander van Hoof.
W 1994 roku ukazał się trzeci album grupy pt. Asphyx. Wkrótce potem zespół został rozwiązany. W 1995 roku Loomans i Bagchus zreformowali Asphyx i nagrali album God Cries, który ukazał się w 1996 roku. Tego samego roku ukazała się płyta Embrace the Death zarejestrowana w 1990 roku. Wkrótce potem zespół ponownie został rozwiązany. W międzyczasie Bagchus i Daniels założyli zespół Soulburn. W 1998 roku Theo Loomans zginął w wypadku samochodowym. W 1999 roku Soulburn zmienił nazwę na Asphyx. 
W 2000 roku ukazał się album On the Wings of Inferno, jednakże tego samego roku muzycy ponownie rozwiązali zespół. 
W styczniu 2007 roku zespół wznowił działalność w składzie Van Drunen, Gubbels, Paul Baayens i Bagchus, natomiast w 2009 roku ukazał się siódmy album Asphyx zatytułowany Death... The Brutal Way. Limitowana wersja zawiera dodatkowo koncert DVD – Party San Festival zarejestrowany w 2007 r., w Bad Berka, w Niemczech.
27 lutego 2012 roku został wydany ósmy album Asphyx – Deathhammer, natomiast premiera dziewiątego wydawnictwa zespołu, Incoming Death, miała miejsce 30 września 2016 r.

## Muzycy
| Obecny skład zespołu - Martin van Drunen – śpiew (1990–1992, od 2007), gitara basowa (1991–1992) - Alwin Zuur – gitara basowa (od 2010) - Stefan Hüskens – perkusja (od 2014) - Paul Baayens – gitara (od 2007) | Byli członkowie zespołu - Bob Bagchus – perkusja (1987–1993, 1995–1996, 1997–2000, 2007-2014) - Wannes Gubbels – gitara basowa, wokal wspierający (1997–2000, 2007–2010) - Tony Brookhuis – gitara (1987–1989) - Ronny Van Der Wey – gitara (1988–1989) - Eric Daniels – gitara (1989–1995, 1990–2000) - Theo Loomans (zmarły) – gitara basowa, gitara, śpiew (1989, 1996–1997) - Ron Van Pol – gitara basowa, śpiew (1992–1994) - Joost – gitara basowa (1987–1988) - Christian „Chuck” Colli – gitara basowa, śpiew (1988–1989) - Sander Van Hoof (Roel Sanders) – perkusja (1994) |

## Dyskografia
| The Rack                                | - Data: 13 kwietnia 1991 - Wydawca: Century Media Records  | –  | –  | –  | –   |
| Last One on Earth                       | - Data: październik 1992 - Wydawca: Century Media Records  | –  | –  | –  | –   |
| Asphyx                                  | - Data: 16 lipca 1994 - Wydawca: Century Media Records     | –  | –  | –  | –   |
| God Cries                               | - Data: 9 maja 1996 - Wydawca: Century Media Records       | –  | –  | –  | –   |
| Embrace the Death                       | - Data: 19 listopada 1996 - Wydawca: Century Media Records | –  | –  | –  | –   |
| On the Wings of Inferno                 | - Data: 27 marca 2000 - Wydawca: Century Media Records     | –  | –  | –  | –   |
| Death... The Brutal Way                 | - Data: 22 czerwca 2009 - Wydawca: Century Media Records   | –  | –  | –  | –   |
| Deathhammer                             | - Data: 27 lutego 2012 - Wydawca: Century Media Records    | 67 | –  | –  | –   |
| Incoming Death                          | - Data: 30 września 2016 - Wydawca: Century Media Records  | 30 | 67 | 78 | 135 |
| „–” oznacza, że album nie był notowany. |                                                            |    |    |    |     |

| Tytuł              | Dane dot. albumu                                          |
| ------------------ | --------------------------------------------------------- |
| Crush the Cenotaph | - Data: 20 czerwca 1992 - Wydawca: Century Media Records  |
| Reign of the Brute | - Data: 16 stycznia 2012 - Wydawca: Century Media Records |
| Servants of Death  | - Data: 15 września 2016 - Wydawca: Century Media Records |

| Tytuł                                                               | Dane dot. albumu                                  |
| ------------------------------------------------------------------- | ------------------------------------------------- |
| In the Eyes of Death (split z Unleashed, Tiamat, Loudblast i Grave) | - Data: 1991 - Wydawca: Century Media Records     |
| Asphyx / Hooded Menace (split z Hooded Menace)                      | - Data: 20 maja 2011 - Wydawca: Doomentia Records |
| Imperial Anthems No. 7 (split z Thanatos)                           | - Data: 20 maja 2011 - Wydawca: Cyclone Empire    |

| Tytuł           | Dane dot. albumu                                          |
| --------------- | --------------------------------------------------------- |
| Live Death Doom | - Data: 20 sierpnia 2010 - Wydawca: Century Media Records |

## Teledyski
| Tytuł                           | Rok  | Reżyseria        | Album                   | Źródło |
| ------------------------------- | ---- | ---------------- | ----------------------- | ------ |
| "Death... The Brutal Way"       | 2009 | Oliver Barth     | Death... The Brutal Way | [ 19 ] |
| "Deathhammer"                   | 2012 | Maurice Swinkels | Deathhammer             | [ 20 ] |
| "Forerunners of the Apocalypse" | 2016 | Maurice Swinkels | Incoming Death          | [ 21 ] |
| "Candiru"                       | 2016 | Maurice Swinkels | Incoming Death          | [ 22 ] |

## Nagrody i wyróżnienia
| Rok  | Kategoria                  | Tytułem                 | Nagroda                 | Nota       | Źródło |
| ---- | -------------------------- | ----------------------- | ----------------------- | ---------- | ------ |
| 2010 | The Best Death Metal Album | Death... The Brutal Way | Metal Storm Awards 2009 | 4. miejsce | [ 23 ] |